# Automobiles Gillet
Gillet ist ein belgischer Autohersteller aus Gembloux, der 1994 von dem ehemaligen Rennfahrer Tony Gillet gegründet wurde. Das Unternehmen produziert unter anderem das Vertigo Sport Coupé mit einem V6-Motor von Alfa Romeo.

## Hintergrundinformationen über das Unternehmen
Tony Gillet war ein erfolgreicher Rennfahrer. Er gewann die belgische Bergrennen-Meisterschaft 1979 und 1980 und nahm an zwei Paris-Dakar-Rallyes teil. 1982 wurde er der belgische Importeur für Donkervoort, einen niederländischen Hersteller von Sportwagen im Lotus-Seven-Stil. Im Januar 1990 brach Tony Gillet den Rekord von 0 auf 100 km/h für Serienfahrzeuge mit einer Zeit von 3,85 Sekunden mit einem speziell modifizierten Donkervoort.

## Die Entstehung des Vertigo
Der erste Prototyp des „Vertigo“ wurde 1991 fertiggestellt und im Januar 1992 auf der 71. Auto Show in Brüssel gezeigt. Dieser Wagen hatte noch einen 2,0-Liter-4-Zylinder-Turbo-Motor von Cosworth mit einer Leistung von 220 PS. Die Kraft wurde über ein manuelles 6-Gang-Getriebe auf die Hinterräder übertragen. Die ersten Prototypen des „Gillet Vertigo“ waren in Material und Design noch unterschiedlich. Nach den folgenden zwei Jahren war das Auto für die Serienproduktion bereit.
Zwei weitere Autos wurden noch vor der Serienfertigung gebaut: ein zweiter Prototyp, um das endgültige Design festzulegen, und das erste Serienfahrzeug, das für die Zertifizierung eingesetzt wurde, einschließlich der frontalen Crashtests und verschiedene Resistenztests, um den Widerstand der Sitzverankerung und die Verankerung der Sicherheitsgurte zu prüfen.

## Serienversion

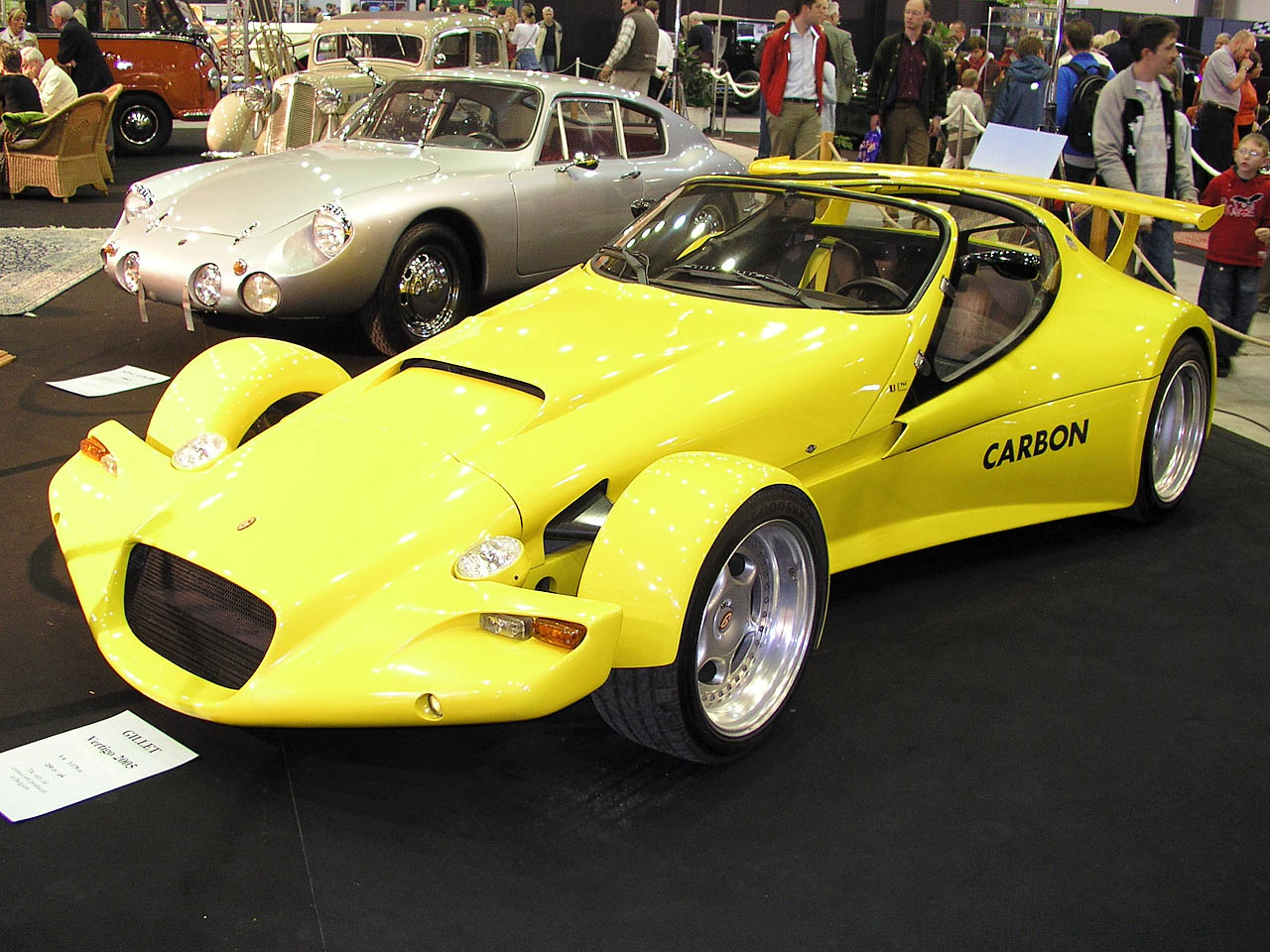
1994 Gillet Vertigo Mk 1

Der serienreife Vertigo wurde auf der Pariser Auto-Show und beim Genfer Auto-Salon im Jahr 1993 gezeigt. Der 3,0-Liter-V6-Motor stammte von Alfa Romeo und wurde unter anderem auch im Alfa Romeo 164 eingebaut. Der Motor hatte eine Leistung von 226 PS bei 6200/min und ein maximales Drehmoment von 276 Nm bei 5000/min. Die Karosserie bekam mehr geschwungene Rundungen mit höheren Seitenfenstern und ausfahrbaren Scheinwerfern, sodass das äußere Design wieder näher an den ersten Konstruktionszeichnungen war.
Bei der Serienversion wird das Chassis als Sandwichplatte mit Wabenkern und einer CFK-Deckhaut hergestellt, eine Bauweise, die direkt aus der Formel 1 entlehnt ist. Zusätzlich zur Sicherheit, einer höheren Festigkeit und Steifigkeit erreichte man 58 kg Gewichtseinsparung gegenüber dem Chassis des Prototyps. Das Leergewicht des fahrbereiten Autos liegt dank der verwendeten Leichtbaumaterialien bei nur 750 kg.
Der Vertigo holt seinen Vorteil auf der Rennstrecke oder auch auf der Straße vor allem durch sein Leichtgewicht. Herkömmliche Sportwagen wiegen ungefähr das Doppelte. Somit hat der Vertigo ein sehr niedriges Leistungsgewicht. Obwohl das Auto mit 226 PS verhältnismäßig wenig Leistung hat für einen Sportwagen, ist das Leistungsgewicht von nur etwa 3,2 kg/PS sehr gering und im Bereich eines Ferrari 430 oder Porsche 911 Turbo.

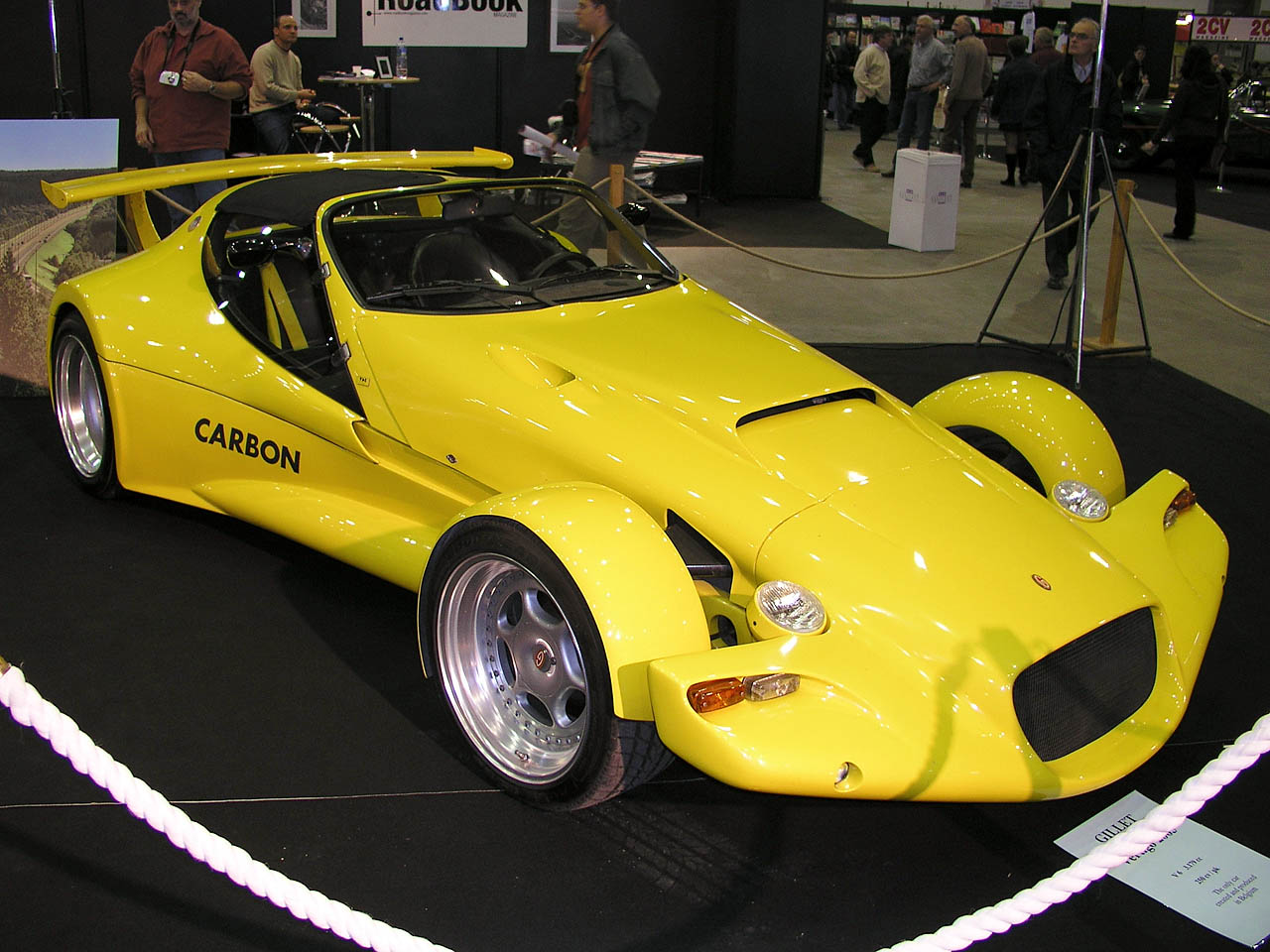
1994 Gillet Vertigo Mk 1

Diese erste Vertigo-Version brachte es in etwa 4,4 Sekunden von 0 auf 100 km/h, mit einer Höchstgeschwindigkeit von 250 km/h.
Der „Gillet Vertigo“ hielt ab 1994 lange Zeit den Rekord von 0–100 km/h für Serienfahrzeuge mit 3,2 Sekunden mit einem getunten Fahrzeug. Dieser Rekord wurde damals ins Guinness-Buch der Rekorde aufgenommen, aber im Jahr 2005 vom Bugatti Veyron mit nur 2,5 Sekunden für 0–100 km/h gebrochen.
Für das Modelljahr 2002 wurde neben anderen Modifikationen der neue Alfa-Romeo-V6-Motor mit 3,2 Liter und 250 PS aus dem Alfa Romeo 156 GTA eingesetzt.
Im Januar 2008 stellte Gillet den neuen „Vertigo.5“ auf dem Autosalon in Brüssel vor. Dieser enthält Merkmale aus dem Vertigo-Rennwagen, der in der 2007er FIA-GT-Rennserie eingesetzt wurde. Der Motor ist nach wie vor von Alfa Romeo, wurde aber auf 3,8 Liter aufgebohrt. Die Leistung beträgt 350 PS bei einem Leergewicht von nur noch 700 kg. Das ergibt ein Leistungsgewicht von etwa 2 kg/PS im Bereich von Supersportwagen.
Ein „Vertigo“ wurde an Philippe Streiff verkauft, einen ehemaligen Formel-1-Rennfahrer, der seit einem Unfall während der Trainingsfahrten für die Saison 1989 behindert ist. Dieser „Vertigo“ wurde speziell für Streiff umgebaut; das Fahrzeug wird mit einem Joystick gesteuert und ist mit einem Automatikgetriebe ausgestattet.

## Motorsport
Gillet ist auch im Motorsport mit der Rennversion des Gillet aktiv, dem „Gillet Vertigo Streiff“,  den er zusammen mit Philippe Streiff entwickelte. Seit 1998 wird das Auto in der Belcar (Belgische GT-Meisterschaft) und FIA GT-Meisterschaft in der G2-Klasse für nicht homologierte Fahrzeuge eingesetzt.
Der „Vertigo Streiff“ war ursprünglich mit einer modifizierten Version eines Alfa-Romeo-V6-Motors entwickelt worden, mit 3,6 Liter Hubraum und  265 kW (360 PS). 2006 erhöhte Gillet den Hubraum auf 4,0 Liter. Eine GT3-Version mit einer nationalen Homologation fuhr 2007 kurz in der „Belcar“-Saison.
In der  FIA-GT-Meisterschaft von 2008 fuhr Renaud Kuppens den „Gillet Vertigo.5“ mit einem 4,2-l-V8-Motor von Maserati, abgestimmt für die Gruppe-N-Spezifikation. Renaud Kuppens sagte, der Maserati-Motor entwickele die gleiche Leistung wie der V6-Motor von Alfa Romeo, habe aber mehr Drehmoment.